# Aconitum gassanense
Aconitum gassanense är en ranunkelväxtart som beskrevs av Yuichi Kadota och Sh.Kato. Aconitum gassanense ingår i släktet stormhattar, och familjen ranunkelväxter. Inga underarter finns listade i Catalogue of Life.